# Alien Surf Girls
Alien Surf Girls (Lightning Point) è una serie televisiva australiana del 2012, di genere fantasy/fantascientifico. Negli Stati Uniti d'America e nel Regno Unito è stata trasmessa con il titolo di Alien Surf Girls, adottato anche nella versione italiana, trasmessa su Rai 2 dal 13 gennaio 2013.

## Trama
Zoey e Kiki, due ragazze aliene provenienti dal pianeta Lumina, fanno naufragio sulla Terra, nella tranquilla cittadina australiana di Lightning Point, affacciata sul mare. Per proteggere il loro segreto chiedono aiuto ad Amber, una ragazza del luogo. Presto iniziano a verificarsi strani avvenimenti collegati agli UFO, che costringono Zoey e Kiki a prestare molta più attenzione alla loro copertura, poiché i loro amici Luca e Brandon hanno deciso di trovare gli alieni che, secondo loro, sono arrivati in città; le ragazze, inoltre, scoprono di non essere le prime visitatrici intergalattiche. Un giorno appare un enorme cerchio nel grano con al centro una vecchia barca. La polizia comincia ad indagare; Brandon però ricorda che quella barca era appartenuta ai suoi genitori e comincia a sospettare che siano stati rapiti dagli alieni. Anche Amber, Kiki e Zoey cominciano a fare delle ricerche, arrivando a scoprire che anche Brandon è un alieno, come sua madre, la prima visitatrice intergalattica della città. I genitori del giovane non sono stati rapiti, ma sono partiti da soli, nascondendo la loro astronave nel faro. Kiki e Zoey la usano perciò per tornare su Lumina.

## Personaggi
- Amber Mitchell, interpretata da Philippa Coulthard
Amber è cresciuta a Lightning Point e vive con sua madre Olivia, un sergente di polizia, e il loro cane poliziotto Piper, dopo il divorzio dei genitori. È la migliore amica di Luca, ma non condivide la sua passione per gli alieni. Quando non è impegnata con Zoey e Kiki, insegna surf ai bambini. Ha una cotta per Josh.
- Zoey, interpretata da Lucy Fry
Zoey è intelligente, selvaggia e impulsiva. Vuole avere il controllo su ogni situazione, è naturalmente competitiva e non resiste quando le viene lanciata una sfida. Cattura immediatamente l'attenzione di Brandon, infatti diventerà la sua ragazza. Su Lumina ha una sorella.
- Kiki, interpretata da Jessica Green
Kiki è sensibile e curiosa, ama connettersi con la natura e vuole capire cosa significa essere umani. Ha spesso nostalgia di Lumina, ma questo sentimento inizia a sparire quando si innamora di Luca.
- Luca Benedict, interpretato da Kenji Fitzgerald
Luca è il ragazzo ribelle di Lightning Point. Non pratica surf e nutre molto interesse per gli alieni, cosa che lo rende il bersaglio di Brandon e dei suoi amici. L'unica che lo capisce è Amber, la sua migliore amica e vicina di casa sin da quando erano piccoli. Ha un cavallo di nome Bandit.
- Madison, interpretata da Paige Houden
Madison si considera la più bella ragazza di Lightning Point ed è abituata ad ottenere ciò che vuole. È la ragazza di Brandon e sviluppa un'istantanea antipatia per Zoey appena si rende conto che il suo ragazzo è attratto da lei, facendo di tutto per metterla in cattiva luce. La sua migliore amica è Gina.
- Brandon Benedict, interpretato da Andrew J. Morley
Espansivo e popolare, Brandon è la celebrità locale e un campione di surf. Resta affascinato da Zoey e dalle sue incredibili capacità sulla tavola da surf. Si fidanzerà con Zoey. È stato adottato dalla famiglia Benedict dopo la morte dei genitori in un incidente nautico quando era bambino. Il suo migliore amico è Liam.

## Episodi
| N° | Titolo originale  | Titolo italiano               | Prima TV Australia | Prima TV Italia  |
| -- | ----------------- | ----------------------------- | ------------------ | ---------------- |
| 1  | Wipeout           | L'atterraggio                 | 22 giugno 2012     | 13 gennaio 2013  |
| 2  | Microwave         | Microonde letale              | 29 giugno 2012     | 13 gennaio 2013  |
| 3  | Wires Crossed     | Il malinteso                  | 6 luglio 2012      | 20 gennaio 2013  |
| 4  | Feelings          | Sentimenti                    | 13 luglio 2012     | 20 gennaio 2013  |
| 5  | Good Vibrations   | Vibrazioni positive           | 20 luglio 2012     | 27 gennaio 2013  |
| 6  | Crushed           | Pericolo in agguato           | 27 luglio 2012     | 27 gennaio 2013  |
| 7  | Alien Abduction   | Rapimento alieno              | 3 agosto 2012      | 3 febbraio 2013  |
| 8  | Risky Business    | Affari rischiosi              | 10 agosto 2012     | 3 febbraio 2013  |
| 9  | The Cane Field    | Il campo di canne da zucchero | 17 agosto 2012     | 10 febbraio 2013 |
| 10 | Circle of Friends | Cerchi alieni                 | 24 agosto 2012     | 10 febbraio 2013 |
| 11 | Close Encounter   | Incontro ravvicinato          | 31 agosto 2012     | 17 febbraio 2013 |
| 12 | Kiki Revealed     | Dirsi addio                   | 7 settembre 2012   | 17 febbraio 2013 |
| 13 | Spaceship         | La nave spaziale              | 14 settembre 2012  | 24 febbraio 2013 |
| 14 | Distracted        | Gara fra le onde              | 21 settembre 2012  | 3 marzo 2013     |
| 15 | Poles Apart       | Forza di gravità              | 28 settembre 2012  | 10 marzo 2013    |
| 16 | Family Ties       | Legami di famiglia            | 5 ottobre 2012     | 17 marzo 2013    |
| 17 | Alien Attraction  | Fatale attrazione aliena      | 12 ottobre 2012    | 24 marzo 2013    |
| 18 | See the Light     | La scheda nera                | 19 ottobre 2012    | 7 aprile 2013    |
| 19 | Vanished          | Svanita nel nulla             | 26 ottobre 2012    | 14 aprile 2013   |
| 20 | Power Up          | La seconda Plasmacard         | 2 novembre 2012    | 21 aprile 2013   |
| 21 | Heartbreak        | Cuore infranto                | 9 novembre 2012    | 28 aprile 2013   |
| 22 | Connections       | La lite                       | 16 novembre 2012   | 5 maggio 2013    |
| 23 | Surf's Up         | La regina delle onde          | 23 novembre 2012   | 12 maggio 2013   |
| 24 | Meltdown          | Tutta la verità               | 30 novembre 2012   | 19 maggio 2013   |
| 25 | Investigation     | Indagine                      | 7 dicembre 2012    | 26 maggio 2013   |
| 26 | Flight            | Verso il destino              | 14 dicembre 2012   | 2 giugno 2013    |